# Laurent Ciman
Laurent Franco Ciman, född den 5 augusti 1985, är en belgisk fotbollsspelare (försvarare) som spelar för Toronto FC i Major League Soccer.
Ciman blev under sin första säsong i Montreal Impact utsedd till Årets försvarare i Major League Soccer.
Ciman debuterade för Belgiens landslag den 19 maj 2010 i en 2–1-vinst över Bulgarien. Han var med i Belgiens trupp vid fotbolls-VM 2014 och EM 2016.